# (8167) Ishii
(8167) Ishii (1991 CM3) – planetoida z pasa głównego asteroid okrążająca Słońce w ciągu 3,79 lat w średniej odległości 2,43 au. Odkryta 14 lutego 1991 roku.